# (6629) Kurtz
(6629) Kurtz (1982 UP) – planetoida z pasa głównego asteroid okrążająca Słońce w ciągu 3,22 lat w średniej odległości 2,18 j.a. Odkryta 17 października 1982 roku.